# 马耳他中央银行
马耳他中央银行，是马耳他的中央银行，位于首都瓦莱塔，成立于1968年4月17日。

## 历史
馬爾他於2004年5月加入欧洲聯盟，成为欧洲中央银行体系的成员，在加入欧元区前，负责发行货币马耳他里拉以及依据本国经济调整财政和货币政策。</references>

## 外部連結
- 馬爾他中央銀行 （页面存档备份，存于）